# Hào Phú
Hào Phú là một xã thuộc huyện Sơn Dương, tỉnh Tuyên Quang, Việt Nam.
Xã Hào Phú có diện tích 14,51 km², dân số năm 1999 là 5.197 người, mật độ dân số đạt 358 người/km².